# 池上徹彦
池上 徹彦（いけがみ てつひこ、1940年5月11日 - ）は元産業技術総合研究所理事。元NTT基礎技術総合研究所長。元NTTアドバンステクノロジ代表取締役社長。元会津大学学長。元電子情報通信学会副会長。工学博士。

## 略歴
東京都出身。1968年東京工業大学（のちの東京科学大学）理工学部研究科博士課程修了、工学博士。論文は「半導体接合レーザの動作特性に関する研究」。
1994年NTT取締役・基礎技術総合研究所長、1996年NTTアドバンステクノロジ（株）代表取締役社長。2001年会津大学学長、2003年電子情報通信学会副会長、2007年文部科学省宇宙開発委員会委員、2010年1月文部科学省宇宙開発委員会委員長。

## 文部科学省宇宙開発委員会委員としての発言
2008年 第3回宇宙開発委員会、第一回国際始原天体探査ワーキンググループ（IPEWG）会議上において、韓国人宇宙飛行士が日本の国際宇宙ステーション「きぼう」を利用する協力関係に関して、「放っておいても日本の技術は評価されるわけだから、いろいろ押しつける必要はないのであって、むしろ使う側の韓国の最初の宇宙飛行士の立場に立って、彼が韓国人から拍手されるような使い方をしてもらうというようなことも十分配慮してあげなければいけない」と発言し、譲歩しすぎではないかという指摘も受けた。